# The Best of (həd) Planet Earth
The Best of (həd) Planet Earth é um álbum dos melhores êxitos da banda Hed PE, lançado a 6 de Junho de 2006.
O disco inclui faixas dos três primeiros álbuns, Hed PE, Broke e Blackout, e foi editado sem a autorização da banda.

## Faixas
1. "Suck It Up" - 3:56
2. "Bartender" - 4:00
3. "Blackout" - 3:53
4. "Killing Time" - 3:54
5. "Ken 2012" - 5:07
6. "Waiting to Die" - 3:17
7. "Serpent Boy" - 5:50
8. "Swan Dive" - 3:36
9. "Darky" - 5:11
10. "Other Side" - 3:36
11. "Ground" - 2:29
12. "Firsty" - 2:30
13. "The Meadow (Special Like You)" - 4:33
14. "Tired of Sleep (T.O.S.)" - 3:53
15. "Feel Good" - 4:14